# Daldinia simulans
Daldinia simulans är en svampart som beskrevs av J. Child 1932. Daldinia simulans ingår i släktet Daldinia och familjen kolkärnsvampar.   Inga underarter finns listade i Catalogue of Life.